# NGC 4532
NGC 4532 ist eine irreguläre Galaxie mit ausgedehnten Sternentstehungsgebieten vom Hubble-Typ IBm im Sternbild Jungfrau auf der Ekliptik. Sie ist schätzungsweise 87 Millionen Lichtjahre von der Milchstraße entfernt und hat einen Scheibendurchmesser von etwa 70.000 Lj. Die Entfernungsmessungen basierend auf den Radialgeschwindigkeiten stimmen nicht mit den rotverschiebungsunabhängigen Entfernungsschätzungen von 45 ± 11 Millionen Lichtjahren überein.
Unter der Katalognummer VCC 1554 ist sie als Mitglied des Virgo-Galaxienhaufens gelistet.
Im gleichen Himmelsareal befinden sich u. a. die Galaxien NGC 4543, IC 3521, IC 3576, IC 3591.
Das Objekt wurde am 13. April 1784 vom deutsch-britischen Astronomen Wilhelm Herschel entdeckt.